# 日本の著作権法における非親告罪化
日本の著作権法における非親告罪化（にほんのちょさくけんほうにおけるひしんこくざいか）とは、日本の著作権法における著作権侵害の処罰を親告罪ではなくすること。つまり、著作権侵害事件を被害者（著作権者等）の告訴を経ることなく公訴を提起できるようにするということを指す。

## 概要
日本において、著作権等侵害等に係る刑事罰は大部分が親告罪とされており、著作権者が告訴しない限り、公訴提起することができず、刑事責任を問うことができない。著作権違反が「非親告罪化」されると、他人の作品の二次創作など、著作権者が訴えるつもりがなくても処罰されるようになり、担い手の創造意欲が失われてしまうとの指摘がある。一方、他者の告訴がなくても検察が自由に訴追できれば、海賊版を摘発しやすくなるため、著作権者の売り上げを守り、コンテンツ産業の後押しになる側面もある。
なお、次のTPP法改正日より以前から、以下の行為については継続して非親告罪となっている。
- 技術的保護手段の回避を行うことを専らその機能とする装置やプログラムを公衆に提供する行為[3]
- 業として公衆からの求めに応じて技術的保護手段の回避を行う行為[4]
- 著作者、実演家の死後において、著作者人格権、実演家人格権の侵害となるべき行為[5]
- 引用の際の出所の明示義務違反[6]

### 法改正施行日
この著作権法における非親告罪化に関して、後述の「TPP関連法案国会審議」に基づく改正案が可決成立し、非親告罪化規定が、TPP11協定発効日である2018年（平成30年）12月30日から施行された。

### 法改正概要
著作権法における非親告罪化の概要は次の通りである。なお、本改正における「有償著作物等」は著作物の種別などに限定はない。よって言語、音楽、演劇、美術、建築、図形、映画、写真、プログラムなどあらゆる著作物が対象となる事は元より、「実演等」（実演若しくはレコード又は放送若しくは有線放送に係る音若しくは影像）も対象となる。
次に挙げるいずれかの目的をもって、次に挙げるいずれかの行為として行った著作権法違反の罪を非親告罪とする。
（目的）
- 行為の対価として財産上の利益を受ける目的
- （有償著作物等の提供若しくは提示により）著作権者等の得ることが見込まれる利益を害する目的

（行為）
- 有償著作物等について、原作のまま複製された複製物を公衆に譲渡し、又は原作のまま公衆送信[注 3]を行うこと
- 有償著作物等について、原作のまま複製された複製物を公衆に譲渡し、又は原作のまま公衆送信[注 3]を行うために、当該有償著作物等を複製すること。
- 上2つの行為は、当該有償著作物等の種類及び用途、当該複製の部数及び態様その他の事情に照らして、当該有償著作物等の提供又は提示により著作権者等の得ることが見込まれる利益が不当に害されることとなる場合に限る。

（定義）
- 上の規定における「有償著作物等」とは、著作物又は実演等[注 4]であつて、有償で公衆に提供され、又は提示されているもの（その提供又は提示が著作権、出版権又は著作隣接権を侵害するもの[注 5]を除く。）を言う。

これにより、コミックマーケットにおける同人誌等の二次創作活動については、非親告罪とはならないものと考えられる一方で、販売中の漫画や小説の海賊版を販売する行為や、映画の海賊版をネット配信する行為等については、非親告罪となるものと考えられる。

## 経緯
日本では、2007年に文化審議会 著作権分科会で「親告罪の範囲の見直し」が議論の対象となった。知的財産戦略本部の知的創造サイクル専門調査会で策定された「知的創造サイクルの推進方策（案）」（2007年2月26日）において、親告罪の状態では海賊版を取り締まる際に以下のリスクがあると言及された。
1. 権利者が複数いた場合調整が困難である。
2. 告訴権を持つ者が中小企業等の場合、金や人の負担を恐れて告訴をためらう。
3. 親告罪は犯人を知ってから6か月を過ぎると告訴が不可能になるため、著作権侵害の事実確認などに手間取ると告訴が不可能となる。

この報告書原案には「非親告罪化する」と断定的な記述をされていたものが、文化審議会著作権分科会法制問題小委員会の中山主査の提案により「検討する」に修正され、文化審議会で検討されることとなったが、「一律に非親告罪化してしまうことは適当でない」という判断のもと「慎重に検討することが適当である」という結論に至った。またこの報告書などに際し、日弁連が「著作権保護による利益は対象の権利者のみのものであり、また侵害かどうかを判断できるのは被害の当事者（対象の権利者）である。加えて、平成12年国会答弁において文化庁は「非親告罪とすることは見送り、状況等を見ながら検討していきたい」と述べているが、現在（意見書提出は2007年2月9日）は当時と比べて状況は変化していない。よって非親告罪化をする理由はない」と、反対意見を出している。
その後、2011年になって日米経済調和対話中の知的財産権の項目に、「権利者からの申し立てを必要としない、警察や税関職員および検察の主導による知的財産権の侵害事件の捜査・起訴を可能にする職権上の権限を警察や税関職員および検察に付与し」という記述が含まれ、また、環太平洋パートナーシップ協定（TPP）でのアメリカ合衆国の要求項目とされる文書にも同様の内容が書かれていることから、著作権法違反罪の非親告罪化がTPPにおける争点となっている。

### 2015年-2016年の著作権分科会
文部科学相の諮問機関・文化審議会著作権分科会の小委員会は2015年11月4日、同人誌などに代表される二次創作は非親告罪化に含めない方向で議論を進めることでまとまった。
権利者からも「海賊版対策に有効だが、『商業的規模』や『原著作物の収益性に大きな影響を与えない場合』について明確化を図り、被害者が処罰を望んでいるか否かを十分考慮するなど適切に制度が運用されるべき」（JASRAC）、「映画作品のデッドコピーなど、極めて悪質な行為を対象とすれば十分」（日本映画制作者連盟）等、そのままコピーし配布・売買・違法アップロードする行為のみに限定する方向が示されたが、単にコミックマーケットのような巨大な組織に対して著作権侵害を黙認しただけで根本的な解決にはなっていなかったものの、制限に一定の柔軟性を認めるべきであるという質問主意書が国会議員から提出され、クリエイターと日本政府との対立はなくなった。
2016年2月24日、文化庁の文化審議会著作権分科会で著作権法改正案の内容がまとまり、原案通り非親告罪化・保護期間延長・「法定賠償」制度導入の方針が固められた。
元の権利者の収益に影響を与えない二次創作や、漫画の一部を複製する行為などは除外も盛り込まれ、法定賠償制度については、米国の損害額の3倍賠償制度は導入しない事となった。賠償額についても著作権管理事業者が定めた使用料（コンテンツ提供会社やJASRAC等）の規定を目安にするとされている。

### TPP関連法案国会審議
非親告罪化はTPP（環太平洋パートナーシップ協定）関連法案（第190回国会閣法第47号）に含まれ、2016年に第190回国会に提出された。内閣官房TPP政府対策本部によれば、同法案では非親告罪化は「対価を得る目的又は権利者の利益を害する目的があること、②有償著作物等について原作のまま譲渡・公衆送信又は複製を行うものであること、③有償著作物等の提供・提示により得ることの見込まれる権利者の利益が、不当に害されること」の3条件を満たす場合に限るとされた。

## 反応
日本弁護士連合会は2007年2月9日に、著作権者などの権利者の告訴による著作権侵害の発見が効率的であり、また、権利者の意思に反してまで刑罰権を行使するのは適切ではないとして、非親告罪化に反対する意見書を出している。
日本の裁判所においてはこれまでパロディを是認する判決は出ておらず、著作権を侵害しているという判断を行われており、弁護士の福井健策が「パロディはグレーではなく、日本では駄目というのが裁判所の考え方」と指摘する一方で、文筆家の竹熊健太郎は「（理論的には著作権侵害の可能性はあるが）業界のあうんの呼吸でパロディが許されている」とした上で、非親告罪化することによって「告発マニアが訴えたり、警察が勝手に動いて逮捕することになるかもしれない」と批判している。
また、インターネットユーザー協会、ニコニコ動画などの5者が共同で主催したシンポジウムでは、非親告罪化によって著作権者の意思とは関係なく、二次創作の同人誌やコスプレ等が警察によって摘発される可能性があり、新たな創作活動やクリエーター誕生の機会を奪われる可能性があると指摘されている。一方で、このような指摘に対しては、TPP交渉への早期参加を求める国民会議は、非親告罪化という妥結が行われる前に日本が交渉に参加して主体的に制度づくりに参加していくことが重要だとした上で、「TPP交渉を機会に、諸外国の考え方（フェアユース等）を参考に、わが国がどのように著作権を保護すべきか考え、（TPPにおける）交渉で日本の主張が認められるよう戦略を練る」べきだと主張している。
他にも、弁護士の金井重彦によって、捜査機関が特定の言論人を監視し著作権侵害が疑われる事例を検挙できる上、別件逮捕も容易であるとされている。
アーロン・スワーツがマサチューセッツ工科大学からデータベースにアクセスし大量の記事や論文をダウンロードしたとされる事件において、データベース側が訴えを取り下げていたにもかかわらずマサチューセッツ州の検察当局は起訴に踏み切っており、日本においても非親告罪化が行なわれれば同様のケースが発生する可能性が出るとされる。

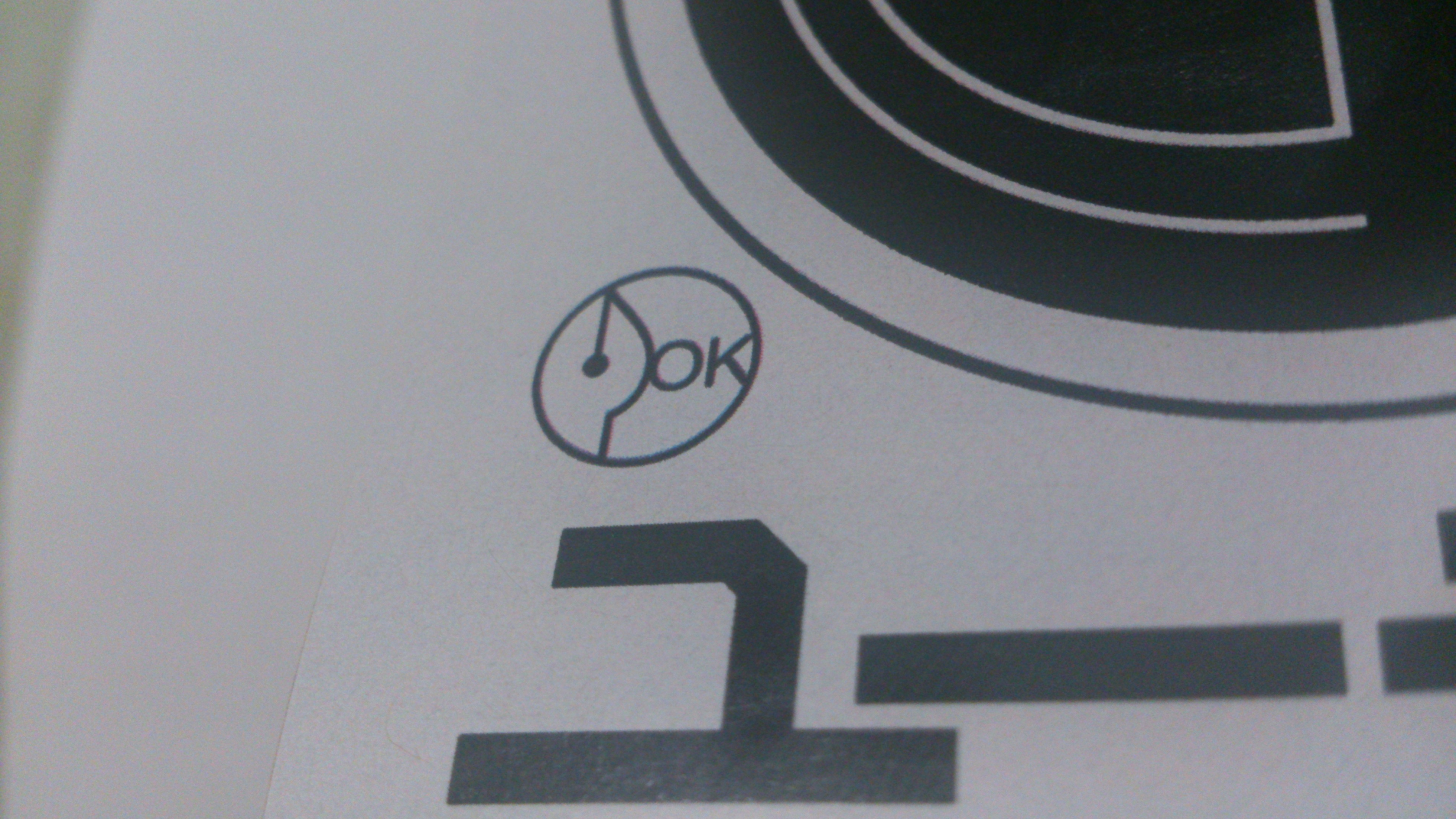
赤松健の漫画作品UQ HOLDER!のタイトルロゴの左下に配置された同人マーク。本作が初の採用例

一方、非親告罪化対策の動きとして2013年に二次創作同人誌作成や同人誌即売会での無断配布を有償・無償問わず原作者が許可する意思を示すための同人マークという新たなライセンスが漫画家の赤松健の発案によりでコモンズスフィアによって公開された。赤松は自身の作品UQ HOLDER!でこのマークを採用した。

### 親告罪と刑事捜査の関係
なお告訴は刑事捜査の一般的な端緒であるが、刑事訴訟法上、告訴は警察や検察など捜査機関による刑事捜査の要件ではない。そのため、親告罪においても、第三者による告発や捜査機関の判断によって現行犯を含む逮捕、押収などは非親告罪と同様に可能である。
法務省、警察庁の意見によれば「基本的には、親告罪であることが著作権法違反事件の捜査の大きな障害になっているという認識はない」とのことであり、実際に現行犯逮捕も行われている。また、裁判をするために送検する時点では「被害者の協力や意向を抜きにして訴追をすることは非常に困難」だとされる。

## 日本国外での実情
アメリカ合衆国、フランスなどの欧米各国で著作権法に親告罪規定を設けている国はほぼ見受けられない。大韓民国でも2006年12月に営利目的で常習して行われる著作権侵害行為が非親告罪化されている
。
英米法には親告罪の概念が事実上存在しない。しかし、例えば米国では「犯罪被害者が警察による訴追に協力しようとしない場合は、法律を執行しないことが原則」という運用がなされている。